# Ochyrocera fagei
Espèce
Ochyrocera fagei est une espèce d'araignées aranéomorphes de la famille des Ochyroceratidae.

## Distribution
Cette espèce est endémique du Chiapas au Mexique. Elle se rencontre à Teopisca.

## Étymologie
Cette espèce est nommée en l'honneur de Louis Fage.

## Publication originale
- Brignoli, 1974 : Notes on spiders, mainly cave-dwelling, of southern Mexico and Guatemala (Araneae). Quaderna Accademia Nazionale dei Lincei, vol. 171, no 2, p. 195-238.